# محمدمهدی مروج‌الشریعه
محمدمهدی مروج الشریعه ششمین استاندار خراسان جنوبی پس از سید علی‌اکبر پرویزی، متولد نیشابور بود.
در روز چهارشنبه ۲۲ شهریور سال ۱۳۹۶ هیئت دولت ضمن تشکر از زحمات استاندار پیشین مروج الشریعه را به همراه شش استاندار دیگر به استانداری خراسان جنوبی منصوب کرد. در ۷ آذر ۱۳۹۷ مروج الشریعه از سمت خود خارج شد و و در نشست هیئت دولت با نظر شخص آقای روحانی محمدصادق معتمدیان سیاستمدار اصلاح‌طلب به جای او استاندار خراسان جنوبی شد.
از دیگر فعالیت‌های وی که در کارنامه‌اش ثبت شده می‌توان به موارد زیر اشاره کرد:
- معاونت هماهنگی امور اقتصادی و توسعه منابع استانداری خراسان رضوی
- معاونت برنامه‌ریزی استانداری سیستان و بلوچستان
- معاونت برنامه‌ریزی استانداری خراسان رضوی[۳][۴]